# NGC 3255
NGC 3255 is een open sterrenhoop in het sterrenbeeld Kiel. Het hemelobject werd op 4 februari 1835 ontdekt door de Britse astronoom John Herschel.

## Synoniemen
- OCL 817
- ESO 127-SC20